# Everytime You Go Away
"Everytime You Go Away" é uma canção escrita e composta por Daryl Hall, originalmente gravada em 1980 pela dupla norte-americana Hall & Oates, não como single. A canção se tornou sucesso internacional na voz do cantor inglês Paul Young, contida no álbum The Secret of Association (1985). Muitos outros artistas a regravaram, como Gloria Gaynor.

## Faixas
7" single
1. "Everytime You Go Away" – 4:15
2. "This Means Anything" – 3:13

12" maxi
1. "Everytime You Go Away" (versão estendida) – 7:32
2. "This Means Anything" – 3:13

CD single
1. "Everytime You Go Away" – 4:28

## Certificações
| País           | Certificação | Data                  | Vendas certificadas |
| -------------- | ------------ | --------------------- | ------------------- |
| Canadá         | Ouro         | 13 de agosto de 1985  | 50 000              |
| Reino Unido    | Platina      | 1 de abril de 1985    | 250 000             |
| Estados Unidos | Ouro         | 17 de janeiro de 1990 | 500 000             |